# Isabella Cecchi
Isabella Cecchi (Livorno, 19 dicembre 1972) è un'attrice e sceneggiatrice italiana.

## Biografia
Si è divisa tra teatro, cinema e televisione.
Dopo aver sostenuto dei provini per il film Ovosodo, ha debuttato nel 1999 nel film Baci e abbracci di Paolo Virzì.
È nota per aver interpretato, tra gli altri, Dillo con parole mie nella parte dell'amica di Stefania.
In televisione, ha recitato anche nella miniserie Lo zio d'America nel 2002.
Nel 2010 recita nel film La prima cosa bella di Paolo Virzì come sorella della protagonista Anna Michelucci, interpretata da Micaela Ramazzotti.
Isabella Cecchi ha due figli, nati nel 2005 e 2007.

## Filmografia

### Cinema
- Baci e abbracci, regia di Paolo Virzì (1999)
- Il pesce innamorato, regia di Leonardo Pieraccioni (1999)
- Metronotte, regia di Francesco Calogero (2000)
- Dillo con parole mie, regia di Daniele Luchetti (2003)
- La mia vita a stelle e strisce, regia di Massimo Ceccherini (2003)
- Tutti all'attacco, regia di Lorenzo Vignolo (2005)
- Non c'è più niente da fare, regia di Emanuele Barresi (2007)
- La prima cosa bella, regia di Paolo Virzì (2010)
- Area Paradiso, regia di Diego Abatantuono e Armando Trivellini (2012)
- Basta poco, regia di Andrea Muzzi (2015)
- La pazza gioia, regia di Paolo Virzì (2016)
- Notti magiche, regia di Paolo Virzì (2018)
- Felicità  , regia di Micaela Ramazzotti (2023)

### Televisione
- Lo zio d'America – serie TV (2002)
- Un posto tranquillo – serie TV (2003)
- Il mio amico Babbo Natale – film TV (2005)
- I liceali – serie TV (2009)
- Romanzo famigliare – serie TV (2018)